# Dicycla conflua
Dicycla conflua är en fjärilsart som beskrevs av Holze 1921. Dicycla conflua ingår i släktet Dicycla och familjen nattflyn. Inga underarter finns listade i Catalogue of Life.